# Изливање нафте код Норилска
Изливање нафте код Норилска била је еколошка и индустријска катастрофа у електрани код града Норилск у Сибиру, Русија. До катастрофе је дошло 29. маја 2020. године, када се преврнуо резервоар са горивом што је узроковало да се око 20.000 литара дизел горива излије у локалне реке у области која се налази у оквиру Северног поларног круга.